# Бобруйский троллейбус
Бобруйский троллейбус (бел. Бабруйскi тралейбус) — система троллейбусного движения в городе Бобруйске Могилёвской области Беларуси. Открыта 30 августа 1978 года.
Эксплуатирующая организация: Троллейбусный парк № 2 ОАО «Могилёвоблавтотранс». Общая площадь, занимаемая предприятием, — 9,6053 га. Производственные мощности депо — на 50 ремонтных мест троллейбусов. В настоящее время протяженность троллейбусной линии составляет 40,7 км. В 2015 году троллейбусы перевезли 15,4 млн пассажиров.
Бобруйск — единственный город в Республике Беларусь, не являющийся областным центром и имеющий троллейбус.

## История
Строительство троллейбусного управления в Бобруйске начато в 1974 году. Заказчик — ПО «Бобруйскшина». В конце августа 1978 года государственная комиссия подписала акт об окончании строительства. Были сданы в эксплуатацию депо, 2 подстанции, административный корпус, склад ГСМ, убежище, 17 км троллейбусных линий, диспетчерский пункт «Еловики».
30 августа 1978 года состоялось торжественное открытие троллейбусного движения в городе. По этому поводу в газете «Труд» за 3 сентября 1978 года была опубликована заметка «Первый троллейбус» газеты «Знамя юности» от 5 сентября 1978 года, «Коммунист», «За ударный труд» — в сентябре 1978 года опубликовали статьи об открытии троллейбусного движения в городе Бобруйске.
Бобруйское троллейбусное управление как предприятие, входящее в систему Горкоммунхоза, начало официально функционировать 2 октября 1978 года (решение Бобруйского Горисполкома № 32-18 от 8 сентября 1978 года). На 2 октября 1978 года в троллейбусном управлении было 28 троллейбусов, протяженность троллейбусных линий 17 км, численность рабочих и служащих — 189 чел.
В 1978 году в городе функционировал один маршрут № 1 «ПО „Бобруйскшина“ — ул. Дзержинского», на линию ежедневно выходило 16—18 машин. За октябрь — декабрь 1978 года было перевезено 2,925 млн пассажиров. Доходы составили 148 тыс. руб.
В 1980 году была введена новая троллейбусная линия по ул. Интернациональной до ст. Бобруйск и организован новый маршрут № 2 «ПО „Бобруйскшина“ — ст. Бобруйск». Одновременно запущен маршрут № 3 «Ул. Дзержинского — Ст. Бобруйск».
В 1983 году началось движение троллейбусов по ул. Шинной до ПО «Бобруйскфермаш» (Р/К «Агромаш»), продлен маршрут № 2 «ПО „Бобруйскфермаш“ — ст. Бобруйск». Парк троллейбусов вырос до 54 единиц.
В середине 1980-х годах были экспериментальные маршруты № 1 «ПО „Бобруйскшина“ — Ул. Социалистическая(Р/К „Дом Связи“)», № 2 «ПО „Бобруйскфермаш“ — Ул. Социалистическая».
В 1997 году была введена новая троллейбусная линия до Рынка «Еловики». Маршрут № 1 в час-пик продлен через остановки — Рынок «Еловики».
В 2000 году была введена новая троллейбусная линия по ул. Шинной, Проспекту Строителей до о.п. «Ул. Сикорского». Продлен маршрут № 2 «Ул. Сикорского — Ст. Бобруйск».
В 2000-х строилась линия по ул. Гагарина, Ульяновская до Р/К «Ул. Орджоникидзе». По неизвестным причинам строительство не было реализовано до конца, а остатки линии демонтированы.
В 2003 году открыт маршрут № 3 «Ул. Сикорского — Еловики (через Рынок „Еловики“)».
В 2007 году открыт экспериментальный маршрут № 4 «Сикорского — ст. Бобруйск», где от о.п. «Станция Бобруйск» троллейбус двигался по улице Крылова на дизельном генераторе, а затем поворачивая на улицу Минскую двигался на электричестве как обычный маршрут № 2. Маршрут был закрыт.
В 2007 году была подготовлена проектно-сметная документация для включения в инвестиционную программу на 2008 год строительства маршрута троллейбусного движения по улицам Ульяновской, Гагарина от улицы Орджоникидзе до улицы Минской. Строительство так и не было начато.
В 2009—2010 годах планировалось включить в инвестиционную программу строительство кольцевого маршрута от железнодорожного вокзала по улицам Станционная, Крылова с выходом на улицу Минскую. Также до 2010 года планировалось изготовить проектно-сметную документацию и начать строительство троллейбусного маршрута по улицам Станционная, Карла Маркса, Оранжерейная, Бахарова, переулку первому Бахарова. Строительство так и не было начато.
В конце августа 2011 года снова начал работу экспериментальный троллейбусный маршрут № 4 «Ул. Гагарина — Ул. Дзержинского». Гибридный троллейбус (АКСМ-33300A) часть пути двигался на дизельном топливе по улицам Гоголя, 50 лет ВЛКСМ (в обратном направлении по улице Гагарина), а на улице Минской подключался к линии и двигался уже на электричестве до улицы Дзержинского. Маршрут был закрыт в связи с небольшим пассажиропотоком и нехваткой подвижного состава.
С 31 декабря 2015 УКПП «Бобруйское Троллейбусное Управление» исключён из государственного регистра юридических лиц. Теперь организация является Бобруйским филиалом «Троллейбусный парк № 2» ОАО «Могилёвоблавтотранс».
В октябре 2022 года началось строительство новой троллейбусной линии в микрорайон № 7.
17 апреля 2023 года в 3-й раз был запущен троллейбусный маршрут под № 4 «ул. Сикорского — ул. Гагарина — Вокзал Бобруйск — ул. Дзержинского». Маршрут обслуживают троллейбусы с увеличенным автономным ходом (МАЗ-203Т70), проходя через улицы, где отсутствует контактная сеть.
20 апреля 2023 года в тестовом режиме были запущены троллейбусные маршруты № 4а «ул. Сикорского — м-н Западный — Вокзал Бобруйск — ул. Дзержинского» и № 5 «ул. Сикорского — пр-т Георгиевский». Маршрут обслуживали троллейбусы с увеличенным автономным ходом (МАЗ-203Т70). Из-за небольшого пассажиропотока маршруты были закрыты.
8 мая 2023 года введена новая троллейбусная линия в микрорайон № 7 до улицы Народного Единства, что позволило продлить троллейбусные маршруты № 2, № 3, № 4.
| Перевезено пассажиров за год, млн                                                                                              |
| График не отображается по техническим причинам. Чтобы исправить это, воспроизведите график в новом формате, если это возможно. |

| Количество троллейбусов |
| График не отображается по техническим причинам. Чтобы исправить это, воспроизведите график в новом формате, если это возможно. |

## Маршруты
| Маршрут | Начальный пункт          | Конечный пункт     |
| ------- | ------------------------ | ------------------ |
| № 1     | Еловики                  | улица Дзержинского |
| № 2     | улица Народного Единства | станция «Бобруйск» |
| № 3     | улица Народного Единства | Еловики            |
| № 4     | улица Народного Единства | улица Дзержинского |

## Подвижной состав
На балансе депо находится 41 троллейбус:
- АКСМ-32102 — 29 ед.(с 2006);
- АКСМ-321 — 6 ед. (с 2011);
- МАЗ-203Т70 — 4 ед. (с 2015);
- МАЗ-ЭТОН Т203 — 1 ед. (с 2011);
- МАЗ-215Т — 1 ед. (с 2018).

## Исторический подвижной состав
- ЗиУ-682В (1978—1994);
- ЗиУ-682В-012 [В0А] (1990—2005);
- ЗиУ-682В-013 [В0В] (1990—2006);
- ЗиУ-682Г [Г00] (1991—2009);
- ЗиУ-682Г-016 [Г0М] (2003—2018);
- АКСМ-101 (1995—2014);
- АКСМ-101М (2000—2016);
- ЗиУ-682 КВР БКМ (2002—2014);
- БКМ-201 (1996—2018);
- БКМ-20101 (1999—2020).
- БКМ-33300А (2006—2023)

В марте 2016 года была прекращена эксплуатация троллейбусов АКСМ-101, последний троллейбус данной модели № 95 был утилизирован.
В середине 2019 года были списаны 2 последних троллейбуса ЗиУ-682Г-016 № 118 (отставлен 1 февраля 2018 года) и № 120 (отставлен в сентябре 2018 года). В мае 2020 года оба троллейбуса были утилизированы.
5 ноября 2020 года была прекращена эксплуатация троллейбусов БКМ-20101. Последний троллейбус № 130 был утилизирован в мае 2022 года.
6 августа 2023 года один из двух в мире троллейбусов АКСМ-33300А № 128 был отставлен от эксплуатации и вскоре утилизирован.